# لويس هال (عسكري)
لويس هال (بالإنجليزية: Lewis Hall)‏ هو عسكري أمريكي، ولد في 2 مارس 1895، وتوفي في 10 يناير 1943.